# فندیسجان
فندیسجان محل قتل خواجه نظام الملک طوسی است.

## موقعیت
فندیسجان یکی از روستاهای نهاوند واقع در مسیر غرب به سمت صحنه در کرمانشاه است که خواجه نظام الملک طوسی در این روستا توسط یک اسماعیلی با دشنه به قتل رسید.

## کیفیت مرگ خواجه

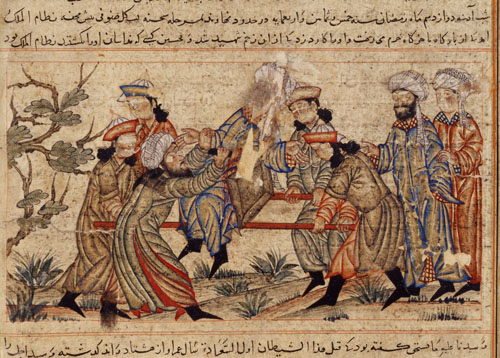
ترور نظام‌الملک توسط فدائی‌ها. متن: "شب آدینه دوازدهم ماه رمضان سنه خمس و ثمانین و اربعمائه ۴۸۵ در حدود نهاوند به مرحله سحنه، به شکل صوفی پیش نظام‌الملک آمد که از بارگاه به خرگاه حرم می رفت، و او را کارد زد که از آن زخم شهید شد. ونخستین کسی که فداییان او را بکشتند نظام الملک بود و سیدنا علیه ما یستحق، گفته بود که قتل هذا الشیطان اول سعادة. سال عمر او از هشتاد و اند گذشته و سد اجل را…"
جامع‌التواریخ

در واپسین سال‌های پادشاهی ملکشاه میان او و خواجه اختلافاتی پیشامد که سرانجام به کنار گذاشتن او از وزیری و سپس ترور مشکوک خواجه‌نظام‌الملک انجامید. وی در ۱۲ رمضان ۴۸۵ ه ق هنگامی که با اردوی شاهی از اصفهان به بغداد می‌رفت در نزدیکی صحنه در کرمانشاه به دست کسی که رخت صوفیان را پوشیده بود با ضرب کارد بر سینه و رگش زخمی شد و یک روز پس از آن درگذشت. کشتن او را در آن زمان به اسماعیلیان پیوند دادند. سی و پنج روز بعد در ۱۵ شوال پس از مرگ او ملکشاه نیز درگذشت و برپایه برخی حدسهای تاریخنویسان به دست هواخواهان خواجه بدو زهر خورانده شده بود.
برخی تاریخنویسان نیز برکناری و مرگ او را میوه توطئه ترکان خاتون زن ملکشاه می‌دانند چرا که نظام‌الملک با ولیعهدی پسر وی محمود مخالف بود.
ملکشاه پس ار برکناری او تاج‌الملک قمی را جایگزین وی ساخت. برخی این فرد را نیز انگیزاننده کشتن خواجه می‌دانند.
نام کشنده وی را بوطاهر ارانی نوشته‌اند که نامبرده بی‌درنگ پس از انجام عملیان به دست پاسداران خواجه کشته شد.

## جستار های وابسته
خواجه نظام الملک طوسی
نهاوند
صحنه